# Dicranomyia gibbera
Dicranomyia gibbera är en tvåvingeart som beskrevs av Alexander 1916. Dicranomyia gibbera ingår i släktet Dicranomyia och familjen småharkrankar.
Artens utbredningsområde är Peru. Inga underarter finns listade i Catalogue of Life.